# The Nothing (альбом Korn)
The Nothing — тринадцятий студійний альбом американського гурту Korn, випущений 13 вересня 2019 року на лейблах Roadrunner та Elektra; продюсером альбому виступив Нік Раскулінец.

## Список пісень
| #     | Назва                         | Автор                                                                                        | Тривалість |
| ----- | ----------------------------- | -------------------------------------------------------------------------------------------- | ---------- |
| 1.    | «The End Begins»              | Джонатан Девіс                                                                               | 1:31       |
| 2.    | «Cold»                        | Девіс, Джеймс Шаффер, Браян Велч, Реджинальд Арвізу, Рей Луз'є, Лорен Крісті, Нік Раскулінец | 3:46       |
| 3.    | «You'll Never Find Me»        | Девіс, Шаффер, Велч, Арвізу, Луз'є, Біллі Корган, Раскулінец                                 | 3:41       |
| 4.    | «The Darkness Is Revealing»   | Девіс, Шаффер, Велч, Арвізу, Луз'є, Раскулінец                                               | 3:40       |
| 5.    | «Idiosyncrasy»                | Девіс, Шаффер, Велч, Арвізу, Луз'є, Раскулінец                                               | 4:39       |
| 6.    | «The Seduction of Indulgence» | Девіс                                                                                        | 1:43       |
| 7.    | «Finally Free»                | Девіс, Шаффер, Велч, Арвізу, Луз'є                                                           | 3:53       |
| 8.    | «Can You Hear Me»             | Девіс, Шаффер, Велч, Арвізу, Луз'є                                                           | 2:53       |
| 9.    | «The Ringmaster»              | Девіс, Шаффер, Велч, Арвізу, Луз'є                                                           | 3:01       |
| 10.   | «Gravity of Discomfort»       | Девіс, Шаффер, Велч, Арвізу, Луз'є, Крісті, Раскулінец                                       | 3:35       |
| 11.   | «H@rd3r»                      | Девіс, Шаффер, Велч, Арвізу, Луз'є, Крісті, Раскулінец                                       | 4:47       |
| 12.   | «This Loss»                   | Девіс, Шаффер, Велч, Арвізу, Луз'є, Джон Фельдман, Раскулінец                                | 4:41       |
| 13.   | «Surrender to Failure»        | Девіс                                                                                        | 2:21       |
| 44:20 |                               |                                                                                              |            |

## Чарти
| Чарт (2019)                                          | Найвища позиція |
| ---------------------------------------------------- | --------------- |
| Аргентина Argentinian Albums (CAPIF)                 | 1               |
| Австралія Australian Albums (ARIA)                   | 5               |
| Австрія Austrian Albums (Ö3 Austria)                 | 7               |
| Бельгія Belgian Albums (Ultratop Flanders)           | 6               |
| Бельгія Belgian Albums (Ultratop Wallonia)           | 8               |
| Канада Canadian Albums (Billboard)                   | 11              |
| Estonian Albums (Eesti Tipp-40)                      | 22              |
| Чехія Czech Albums (ČNS IFPI)                        | 47              |
| Фінляндія Finnish Albums (Suomen virallinen lista)   | 13              |
| Франція French Albums (SNEP)                         | 9               |
| Німеччина German Albums (Offizielle Top 100)         | 6               |
| Guatemala Albums (Notimex)                           | 1               |
| Угорщина Hungarian Albums (MAHASZ)                   | 3               |
| Ірландія Irish Albums (IRMA)                         | 50              |
| Італія Italian Albums (FIMI)                         | 14              |
| Японія Japanese Albums (Oricon)                      | 23              |
| Latvian Albums (LAIPA)                               | 27              |
| Lithuanian Albums (AGATA)                            | 95              |
| Luxembourg Albums (Billboard)                        | 1               |
| Mexican Albums (AMPROFON)                            | 10              |
| Нідерланди Dutch Albums (MegaCharts)                 | 24              |
| Нова Зеландія New Zealand Albums (Recorded Music NZ) | 10              |
| Norwegian Vinyl Albums (VG-lista)                    | 10              |
| Польща Polish Albums (ZPAV)                          | 8               |
| Португалія Portuguese Albums (AFP)                   | 4               |
| Russian Albums (2M)                                  | 1               |
| Шотландія Scottish Albums (OCC)                      | 6               |
| Slovak Albums (ČNS IFPI)                             | 12              |
| Іспанія Spanish Albums (PROMUSICAE)                  | 14              |
| Швеція Swedish Albums (Sverigetopplistan)            | 60              |
| Swedish Hard Rock Albums (Sverigetopplistan)         | 4               |
| Швейцарія Swiss Albums (Schweizer Hitparade)         | 4               |
| Swiss Albums (Romandie)                              | 2               |
| Велика Британія UK Albums (OCC)                      | 9               |
| UK Rock & Metal Albums (OCC)                         | 1               |
| US Billboard 200                                     | 8               |
| США Top Tastemaker Albums (Billboard)                | 1               |
| США Top Hard Rock Albums (Billboard)                 | 1               |
| США Top Rock Albums (Billboard)                      | 2               |

| Чарт (2019)                            | Позиція |
| -------------------------------------- | ------- |
| US Top Current Album Sales (Billboard) | 131     |
| US Top Rock Albums (Billboard)         | 88      |
| US Top Hard Rock Albums (Billboard)    | 38      |